# ویکنبرگ (آریزونا)
ویکنبرگ (به انگلیسی: Wickenburg) شهری در شهرستان مریکوپا ایالت آریزونا است که در سرشماری سال ۲۰۱۰ میلادی، ۶٬۳۶۳ نفر جمعیت داشته است. ویکنبرگ، به‌طور رسمی در تاریخ ۱۹۰۹ میلادی به‌عنوان یک شهر شناخته شد.

## نگارخانه

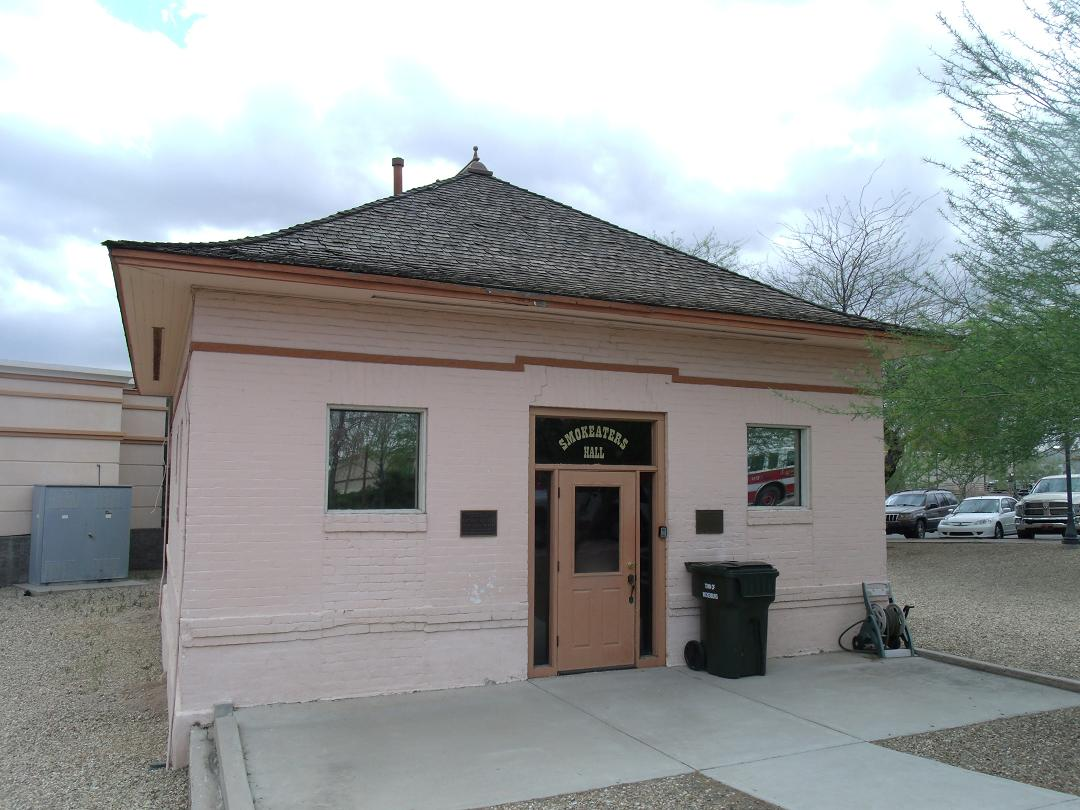
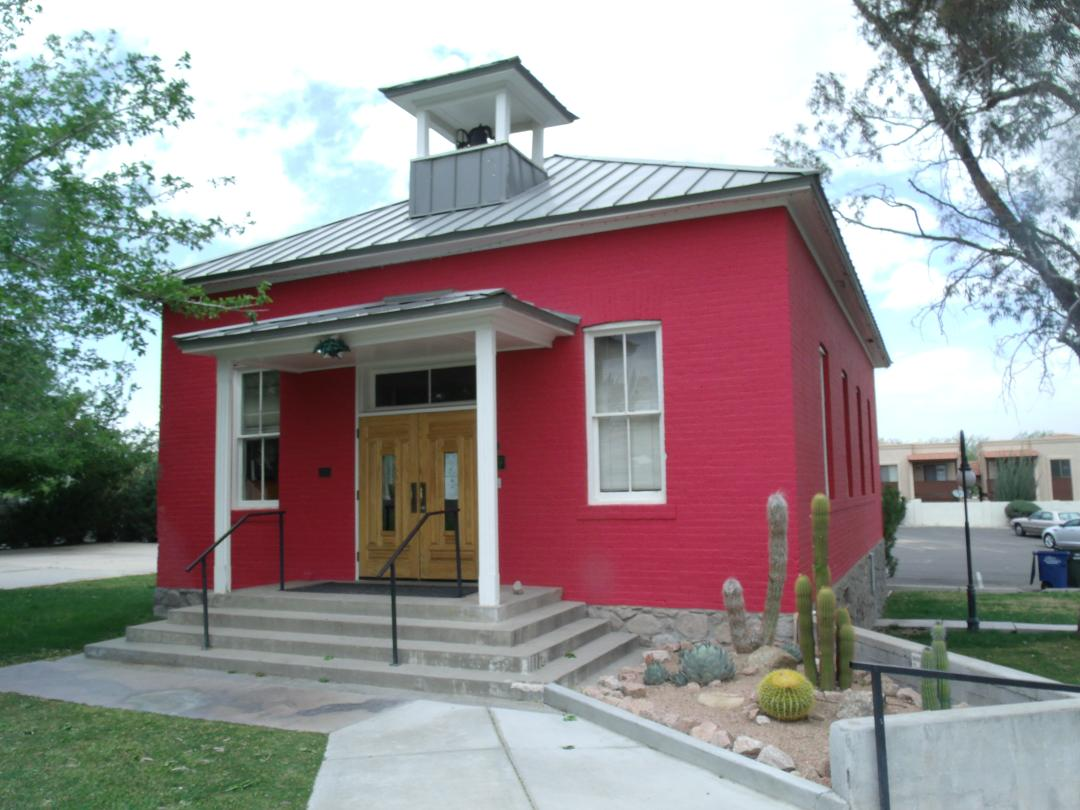
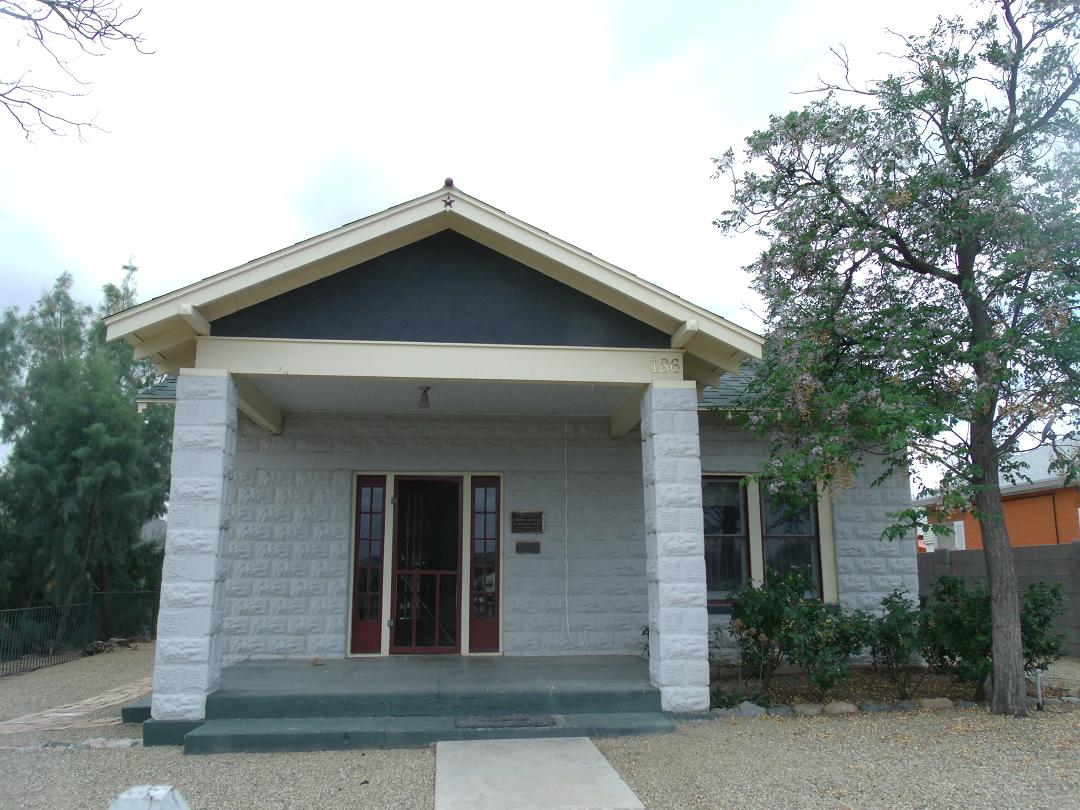
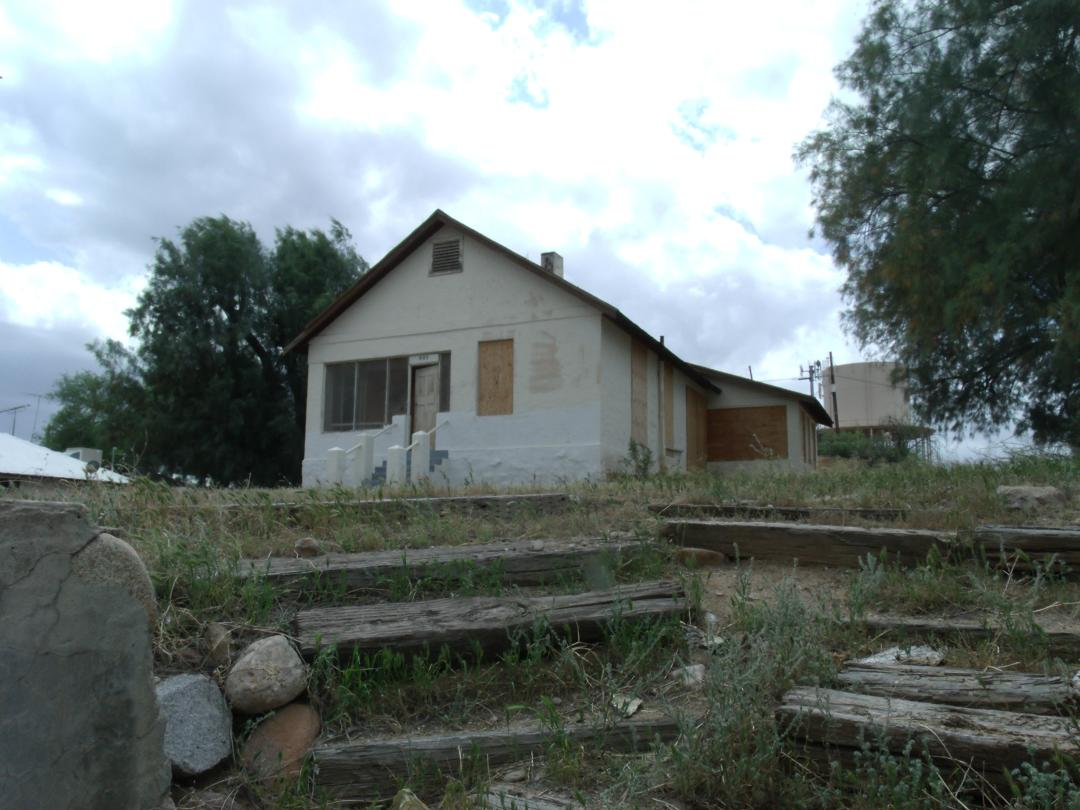
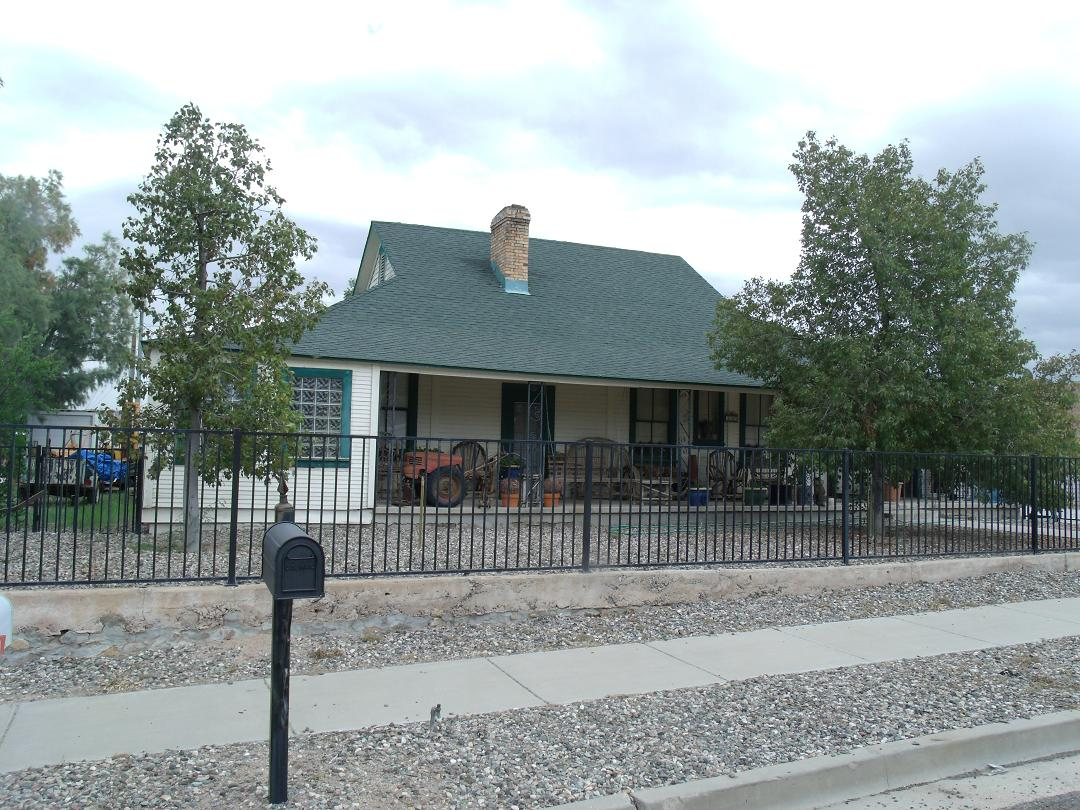
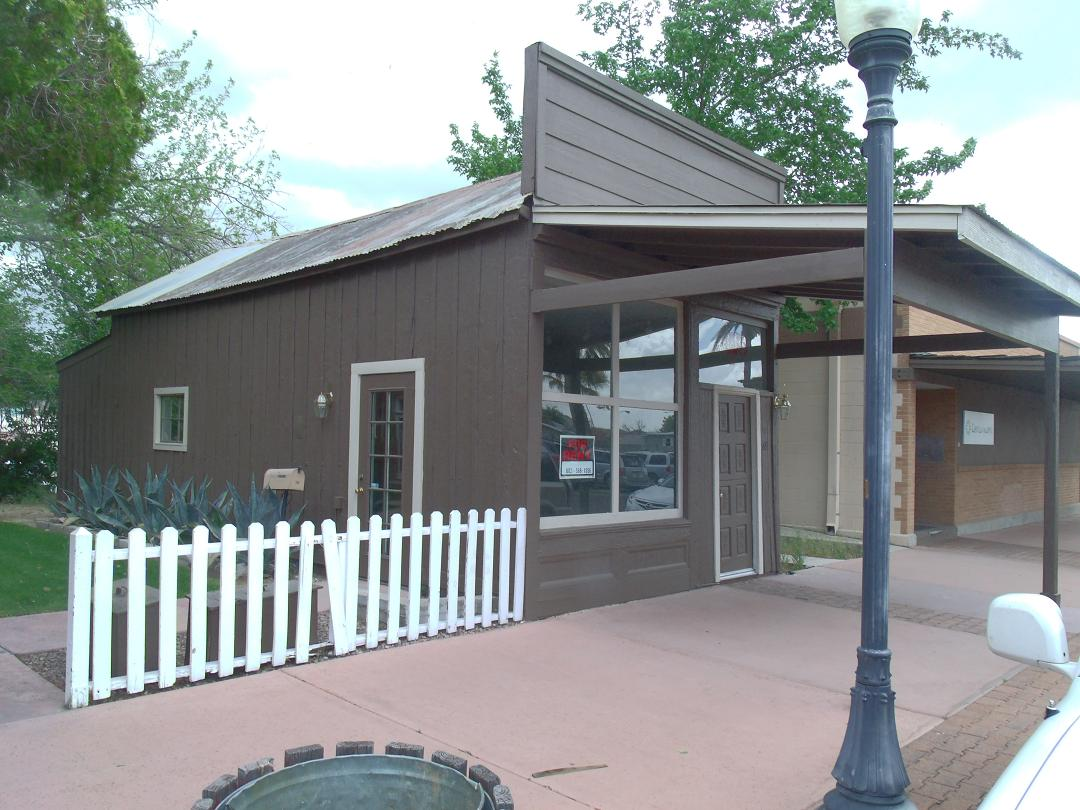
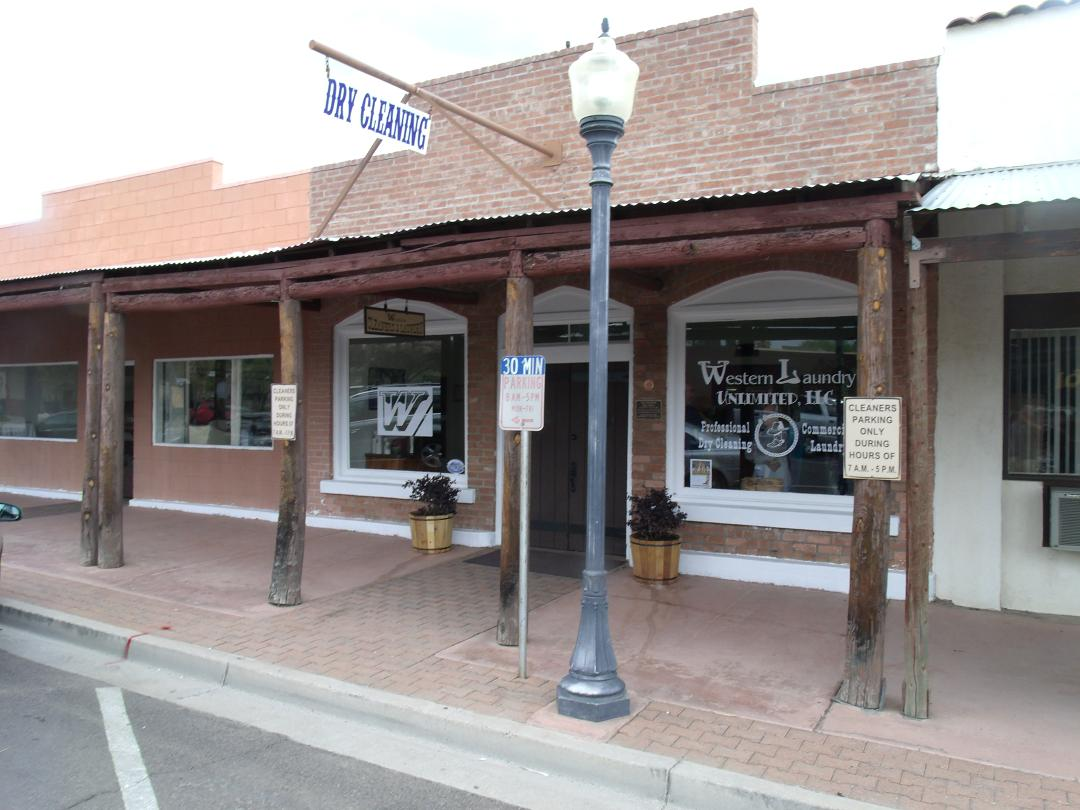
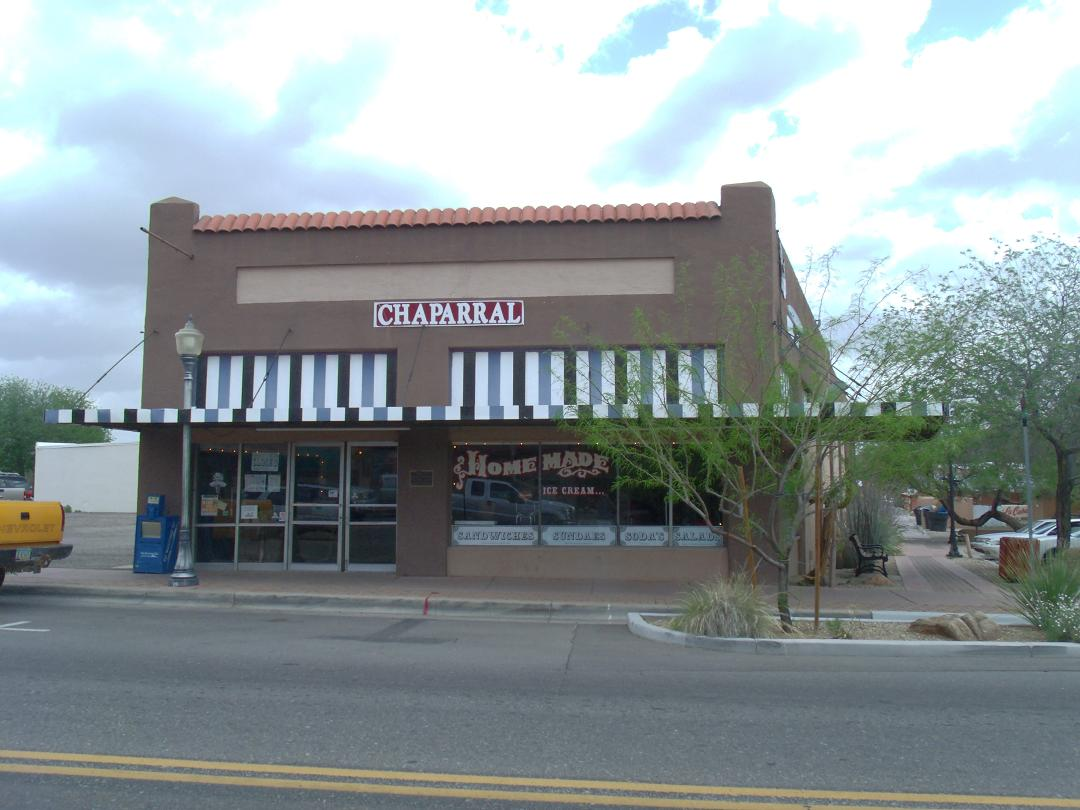
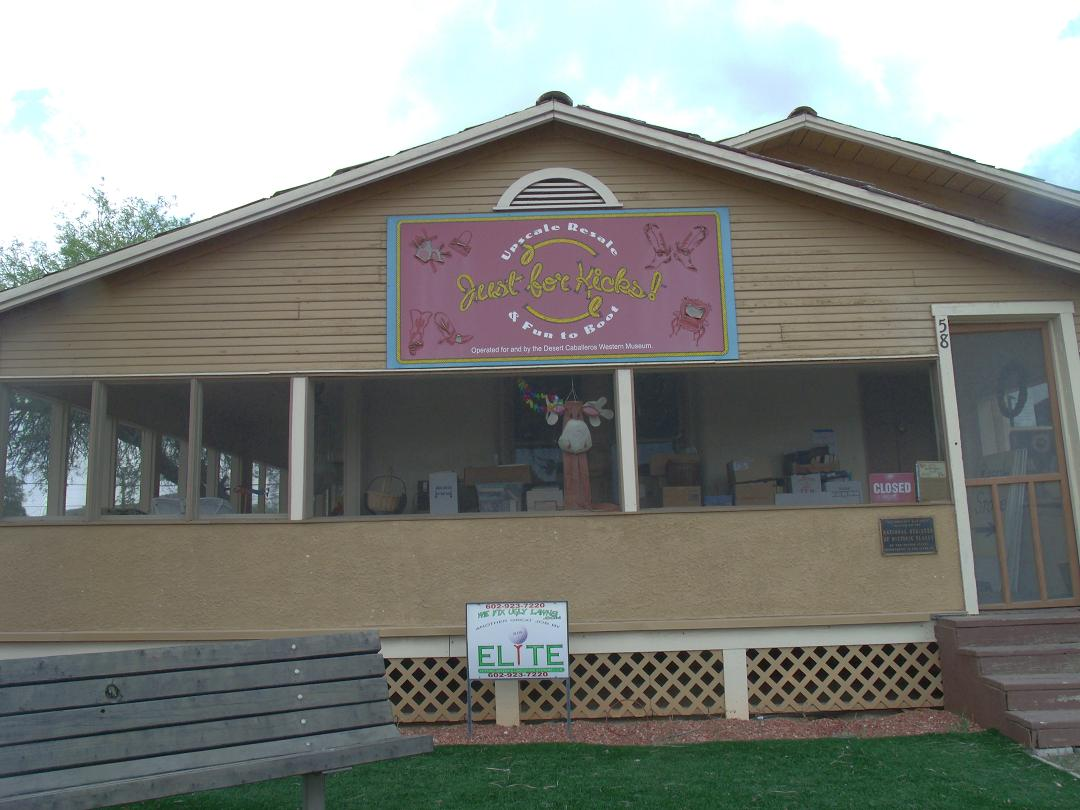
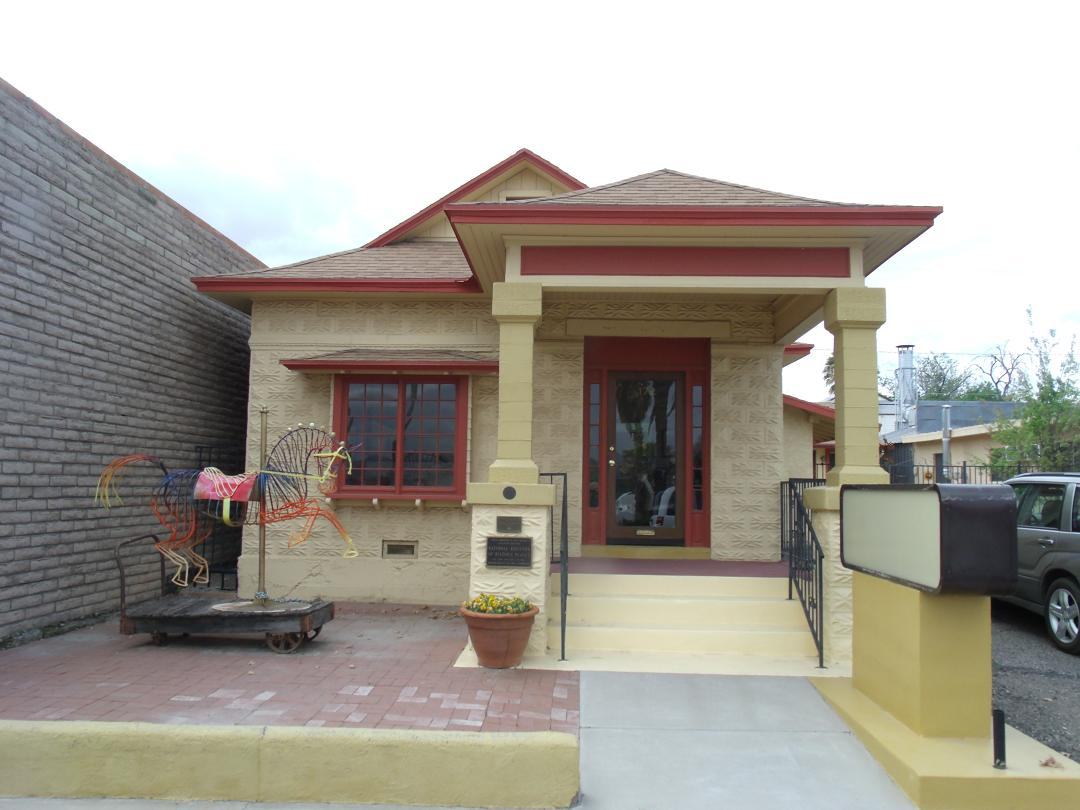
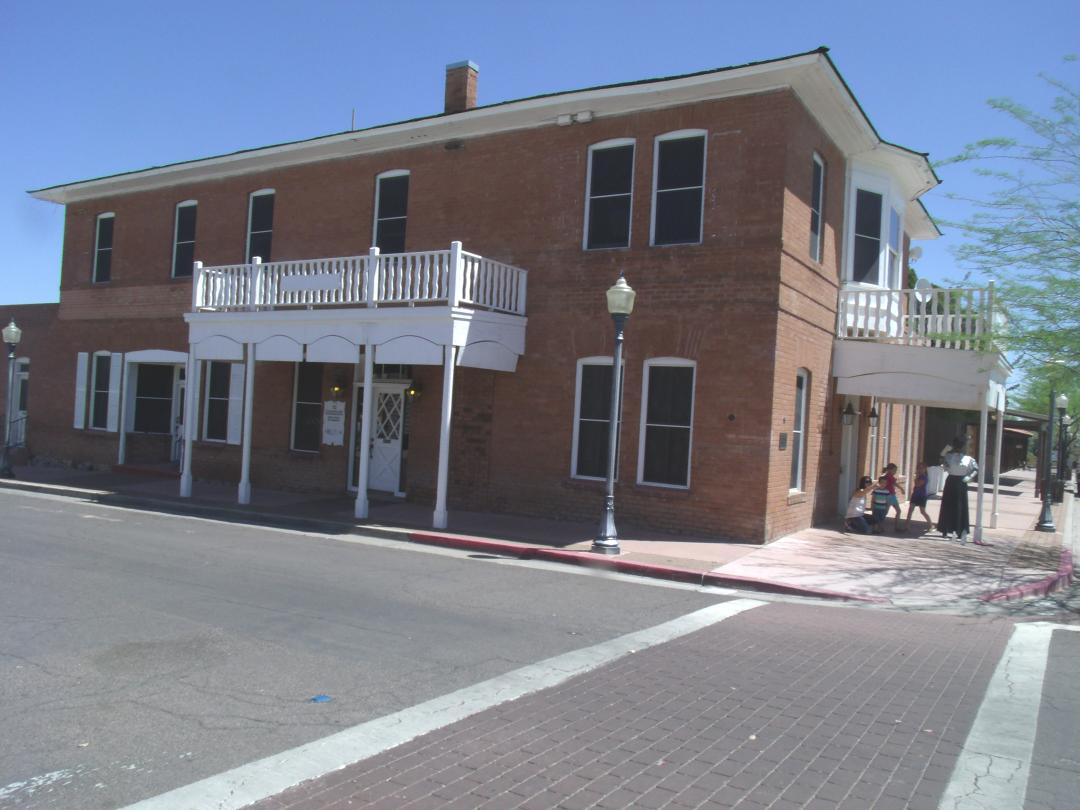
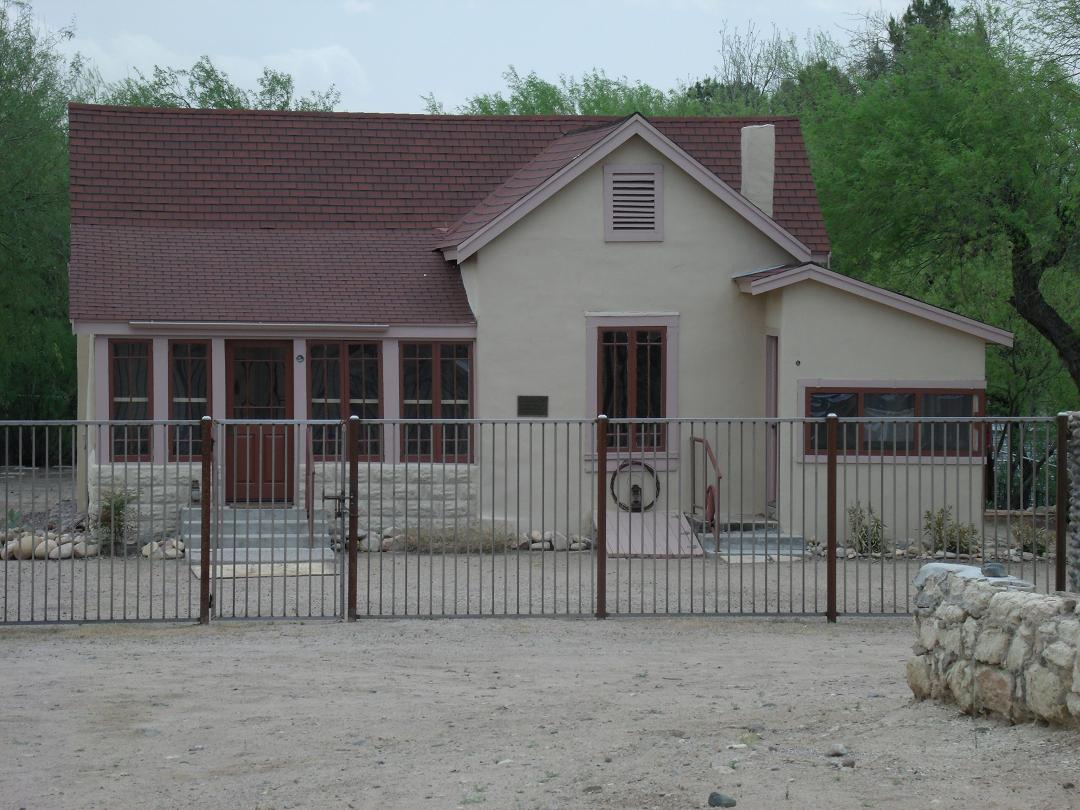
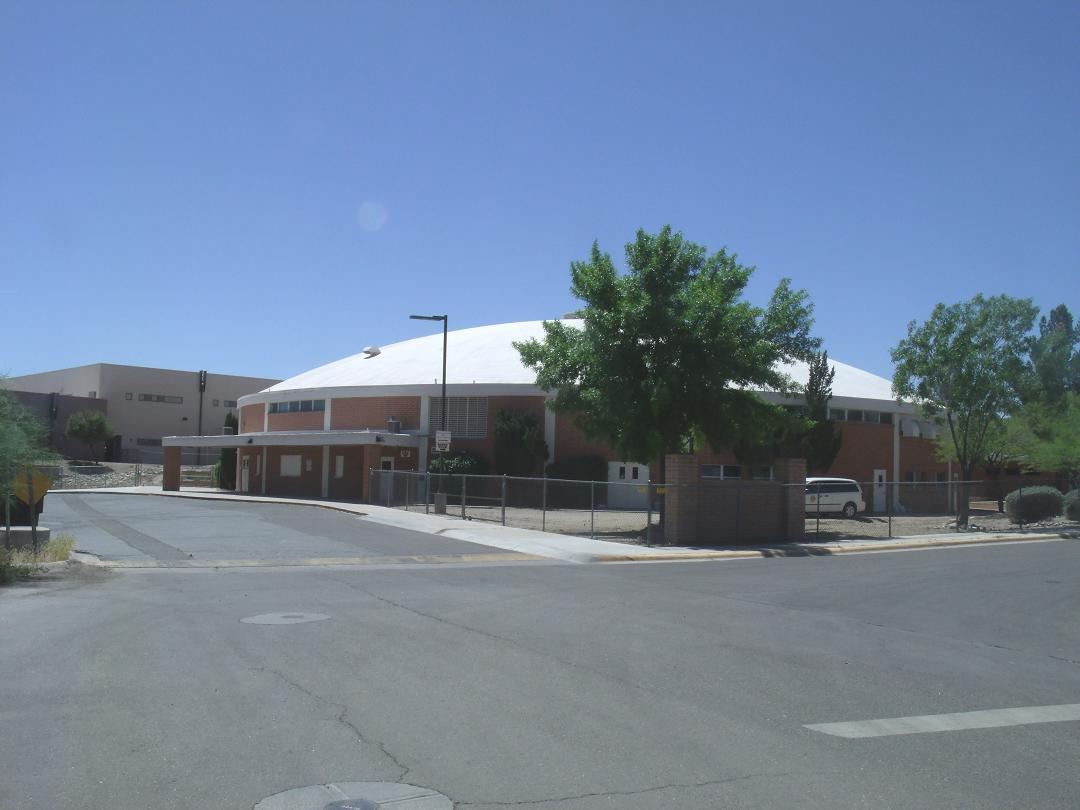
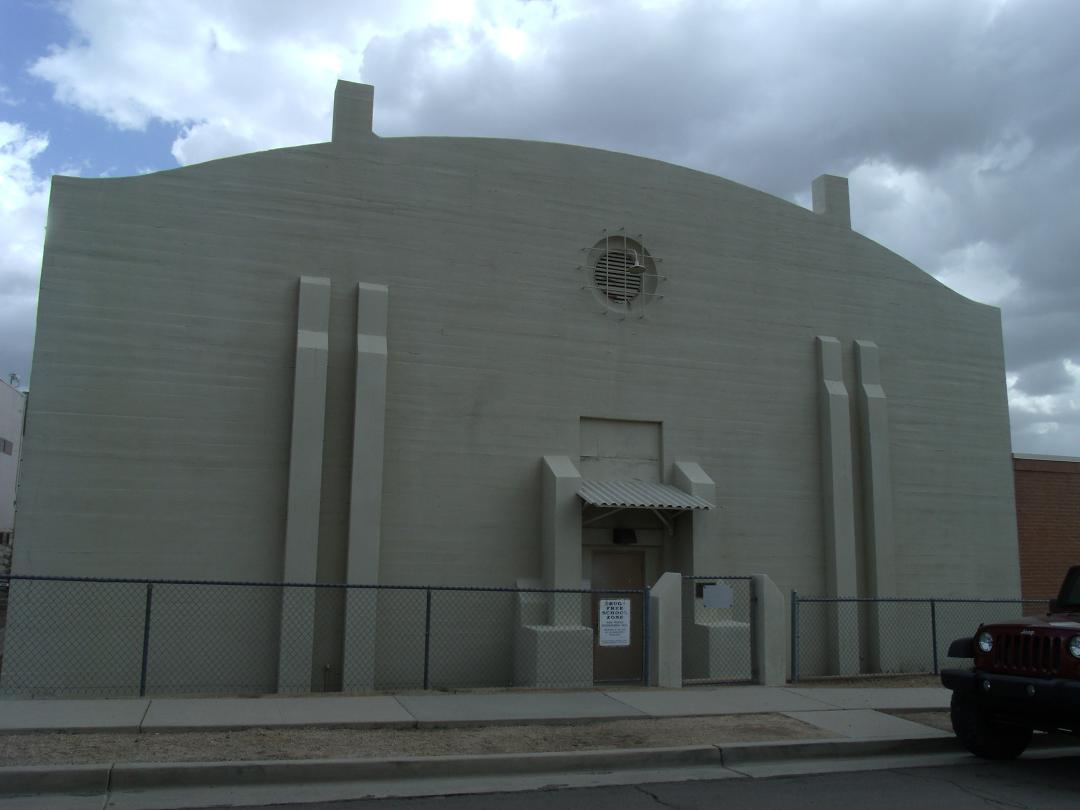
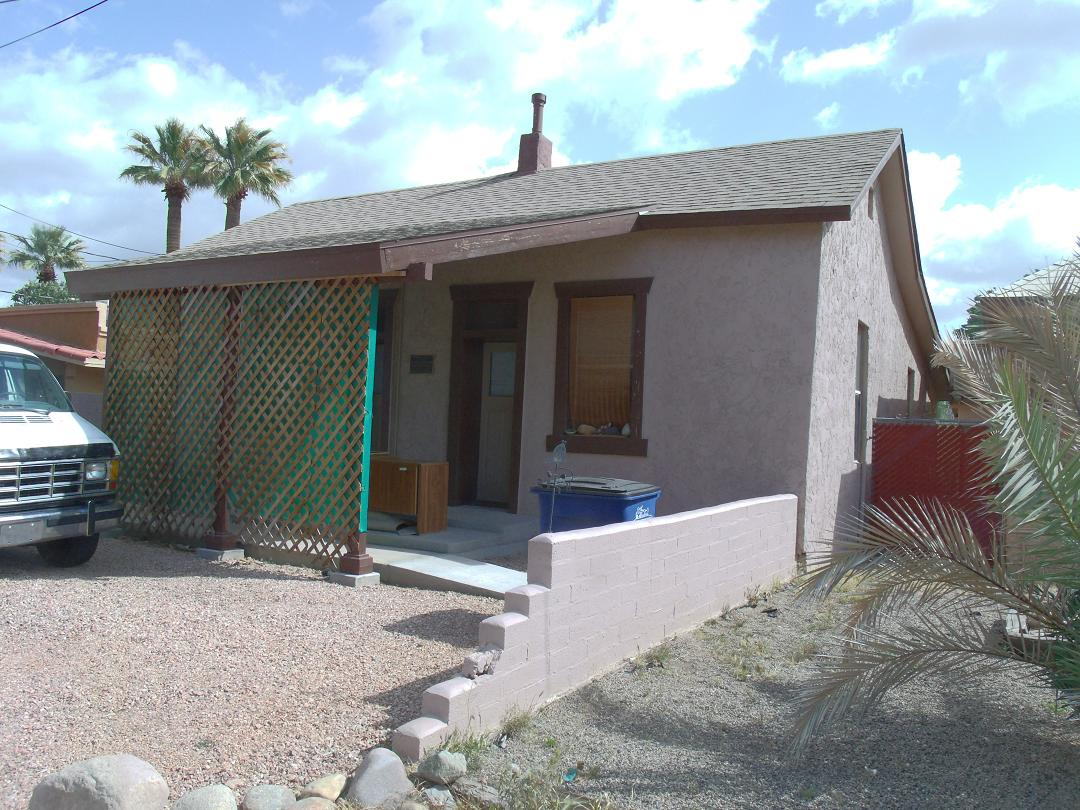
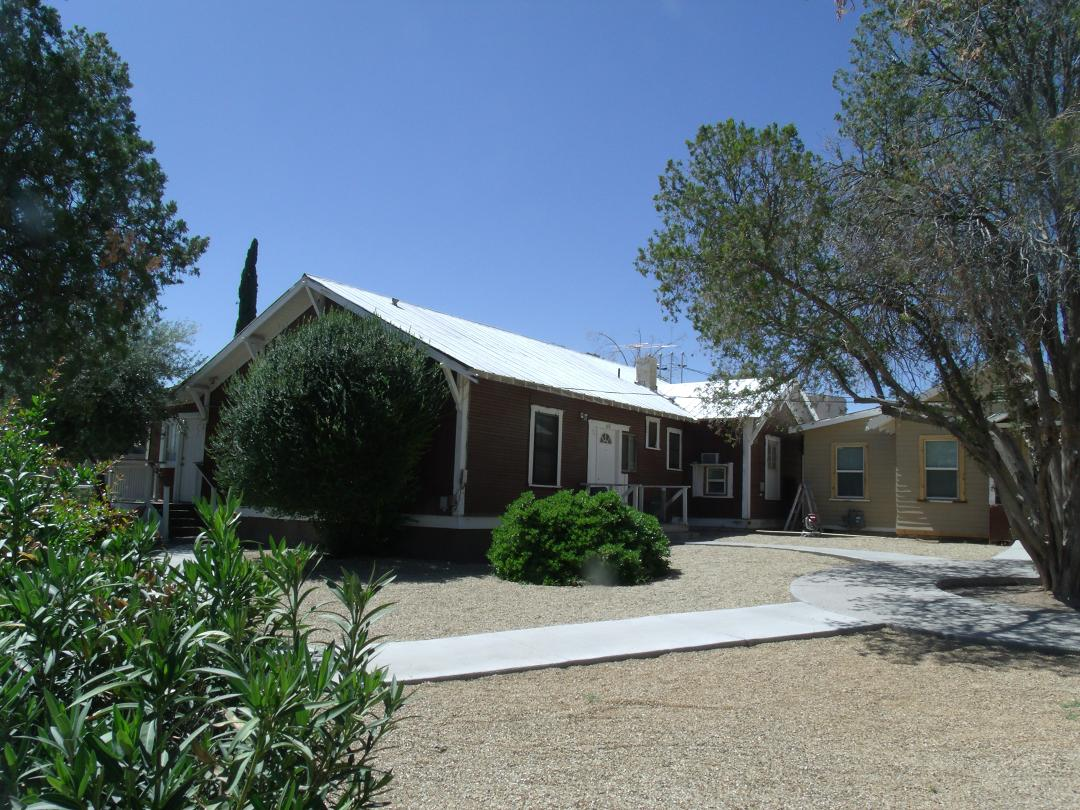
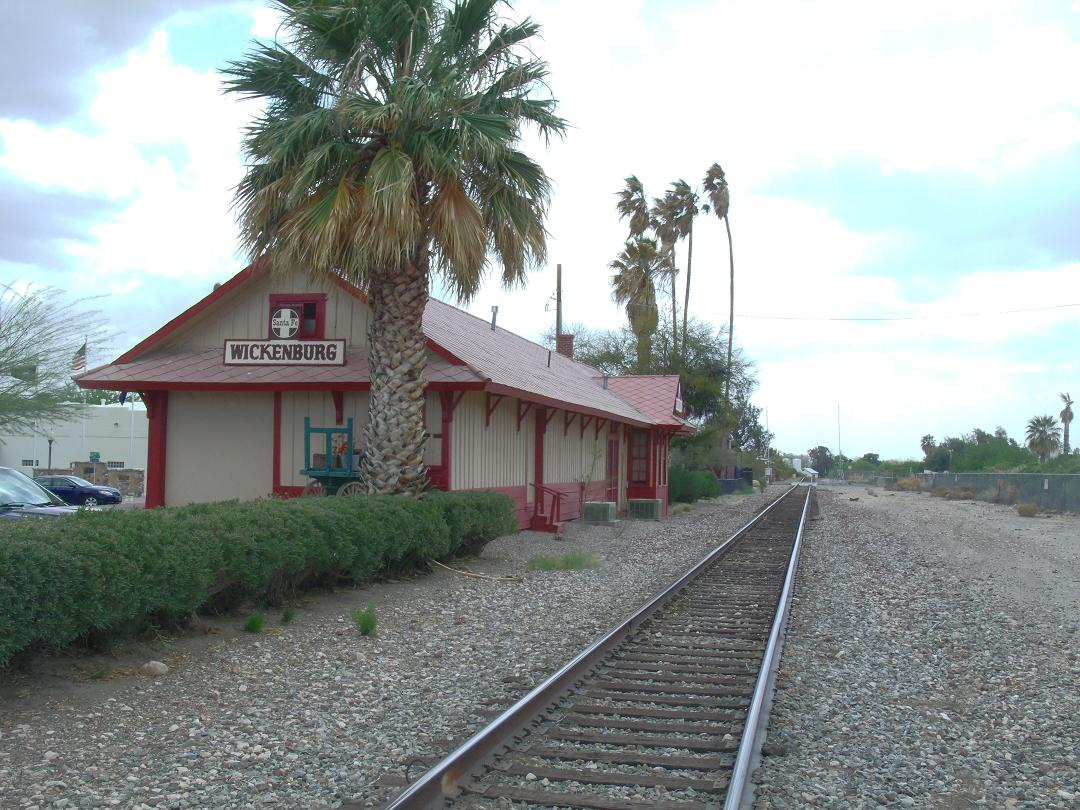
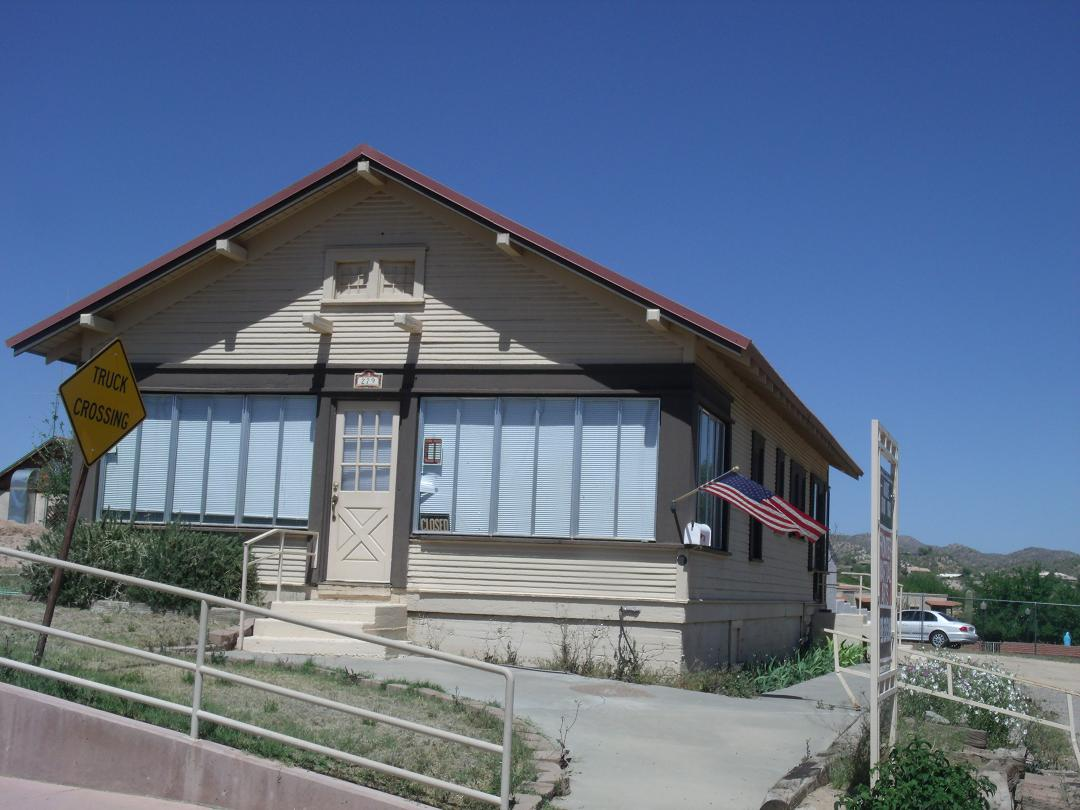
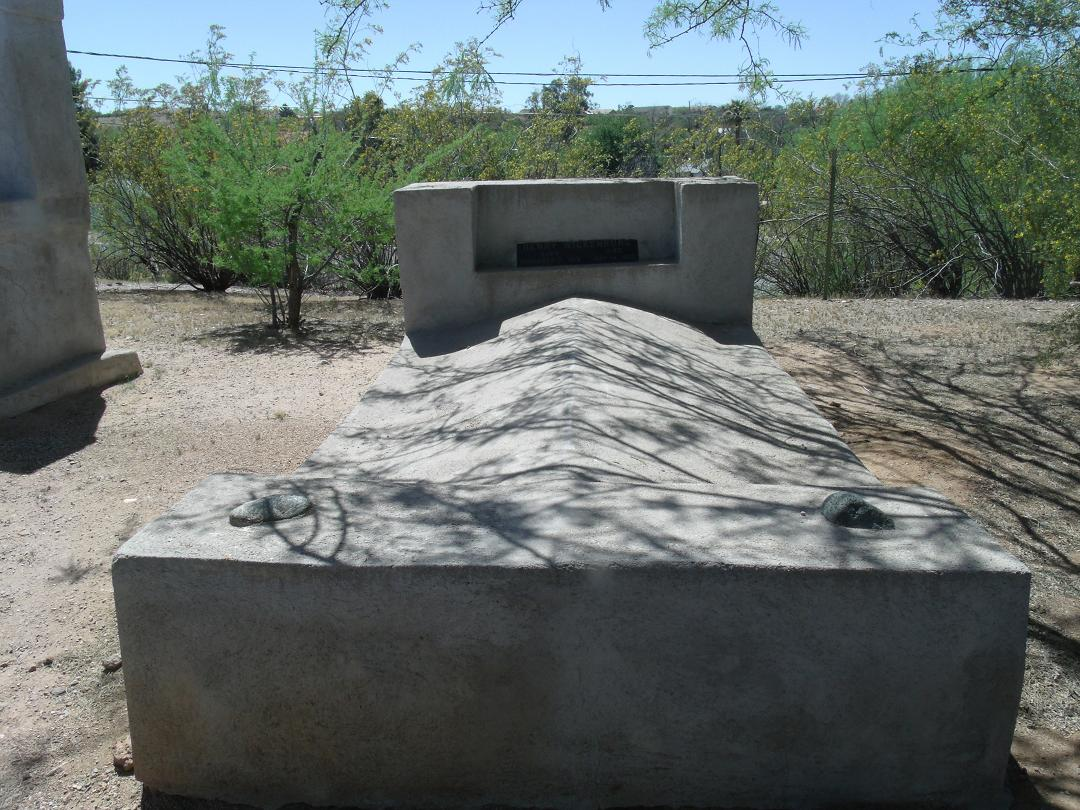